# Madrinha de casamento
As madrinhas de casamento são membros do cortejo de um casamento, que atendem a noiva no dia do casamento e durante os preparativos. Tradicionalmente, são jovens mulheres solteiras, muitas vezes amigas ou parentes dos noivos.

## Origens e costumes pelo mundo

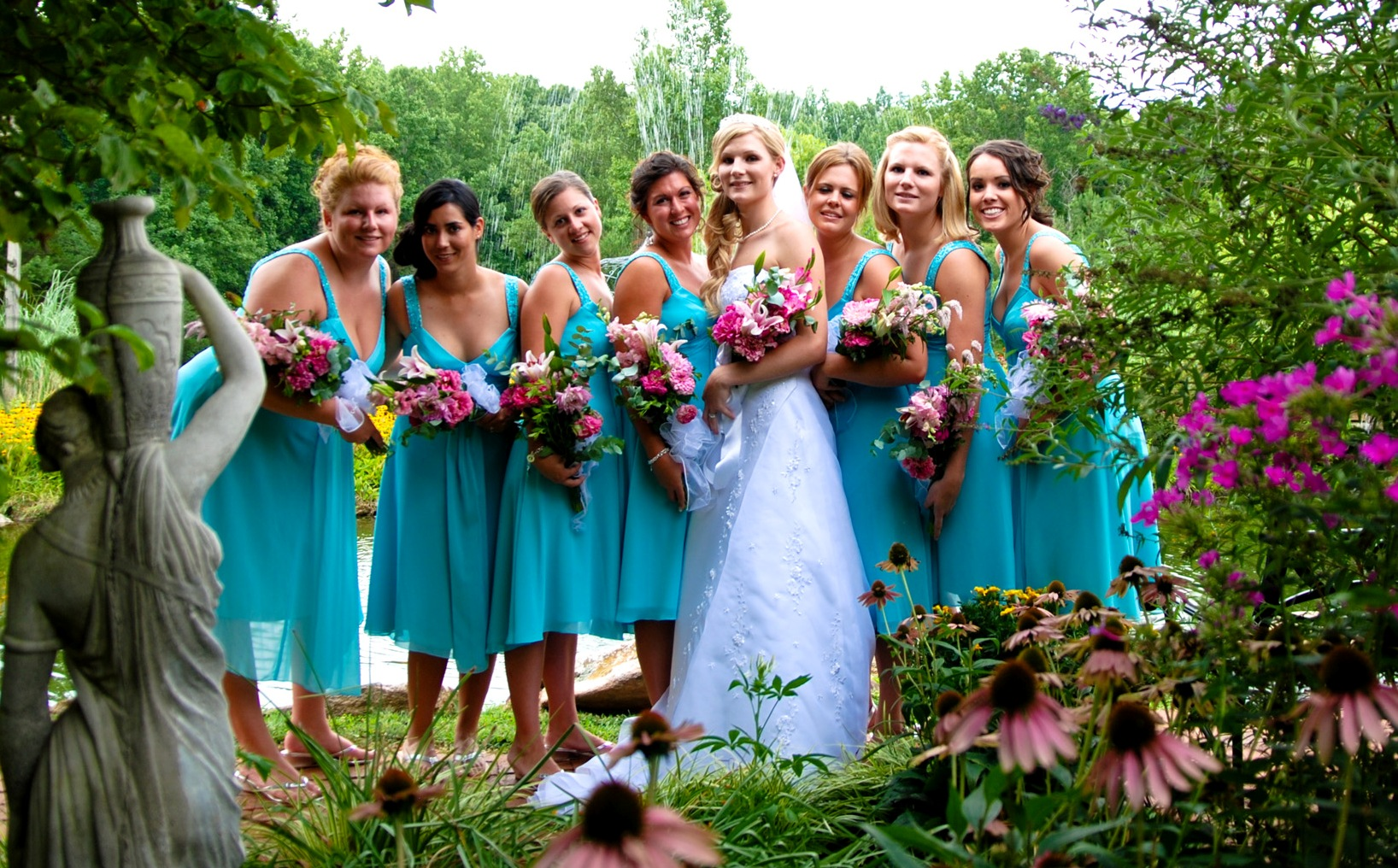
Sete madrinhas em vestidos combinando posam com a noiva

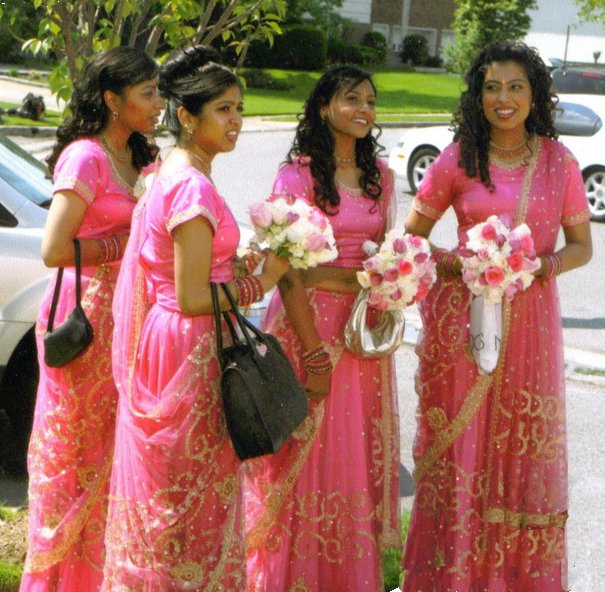
Quatro damas de honra vestindo gagra cholis, a vestimenta tradicional do norte da Índia

A figura dos padrinhos de casamento aparece depois de 1563, quando o Concílio de Trento dá ao casamento status de sacramento e determina que ele seja celebrado por um sacerdote na presença de duas ou três testemunhas.
Na era vitoriana, o branco era a cor oficial para padrinhos do sexo masculino e madrinhas do sexo feminino. Essa tendência se originou da rainha Vitória quando ela se casou com o príncipe Albert, usando um longo vestido de noiva branco, e suas madrinhas combinavam com a cor de seu vestido.
Na China, as madrinhas têm o papel de mostrar aos convidados, o status social das famílias dos noivos, através de seu glamour e quantidade. Em alguns casos, são submetidas a atividades humilhantes como assédio e ofensas físicas e de cunho sexual. Em setembro de 2016, uma madrinha de casamento na cidade de Wenchang, província de Hainan, foi pressionada a ingerir tanta bebida alcoólica que morreu, o que levou a um debate sobre essas tradições. Como muitas madrinhas não denunciam essa violência, não se consegue estimar o número de casos. É normal serem contratadas "madrinhas" profissionais, serviço oferecido por mais de cinquenta empresas no país, com vários pacotes, que incluem serviços de maquiagem, consumo de álcool em homenagem a noiva e manter afastadas as pessoas inconvenientes.